# II. třída okresu Prachatice 2003/2004
V soubojích fotbalové II. třídy okresu Prachatice 2003/2004, jedné ze skupin 8. nejvyšší fotbalové soutěže, se utkalo 13 týmů dvoukolovým systémem podzim – jaro. Tento ročník skončil v červnu 2004. Postup do I. B třídy Jihočeského kraje 2004/2005 si zajistil vítězný tým SK Vacov, do III. třídy okresu Prachatice 2004/2005 sestoupil poslední tým SK Svatá Máří Magdaléna.

## Výsledná tabulka
| Poř. | Tým                               | Z  | V  | R | P  | VG  | OG  | B  |
| ---- | --------------------------------- | -- | -- | - | -- | --- | --- | -- |
| 1.   | SK Vacov                          | 24 | 20 | 4 | 0  | 116 | 18  | 64 |
| 2.   | TJ Balník Strunkovice nad Blanicí | 24 | 17 | 3 | 4  | 113 | 36  | 54 |
| 3.   | SK Čkyně „B“                      | 24 | 17 | 1 | 6  | 85  | 38  | 52 |
| 4.   | TJ Sokol Zdíkov                   | 24 | 14 | 3 | 7  | 62  | 26  | 45 |
| 5.   | TJ Slavoj Husinec                 | 24 | 13 | 1 | 10 | 58  | 42  | 40 |
| 6.   | Sokol Stachy „B“                  | 24 | 12 | 3 | 9  | 71  | 52  | 39 |
| 7.   | TJ Hraničář Nová Pec              | 24 | 9  | 1 | 14 | 41  | 77  | 28 |
| 8.   | FK Lažiště „B“                    | 24 | 7  | 3 | 14 | 44  | 78  | 24 |
| 9.   | FC Pěčnov                         | 24 | 7  | 3 | 14 | 51  | 102 | 24 |
| 10.  | FC Vlachovo Březí „B“             | 24 | 6  | 4 | 14 | 37  | 90  | 22 |
| 11.  | TJ Sokol Záblatí „B“              | 24 | 6  | 3 | 15 | 44  | 78  | 21 |
| 12.  | FK Nebahovy                       | 24 | 4  | 6 | 14 | 35  | 70  | 18 |
| 13.  | SK Svatá Máří Magdaléna           | 24 | 5  | 3 | 16 | 36  | 86  | 18 |

Poznámky:
- Z = Odehrané zápasy; V = Vítězství; R = Remízy; P = Prohry; VG = Vstřelené góly; OG = Obdržené góly; B = Body; (S) = Mužstvo sestoupivší z vyšší soutěže; (N) = Mužstvo postoupivší z nižší soutěže (nováček)

|  | Postup do I. B třídy Jihočeského kraje 2004/2005 |
|  | Sestup do III. třídy okresu Prachatice 2004/2005 |